# Chrám Athény Alea

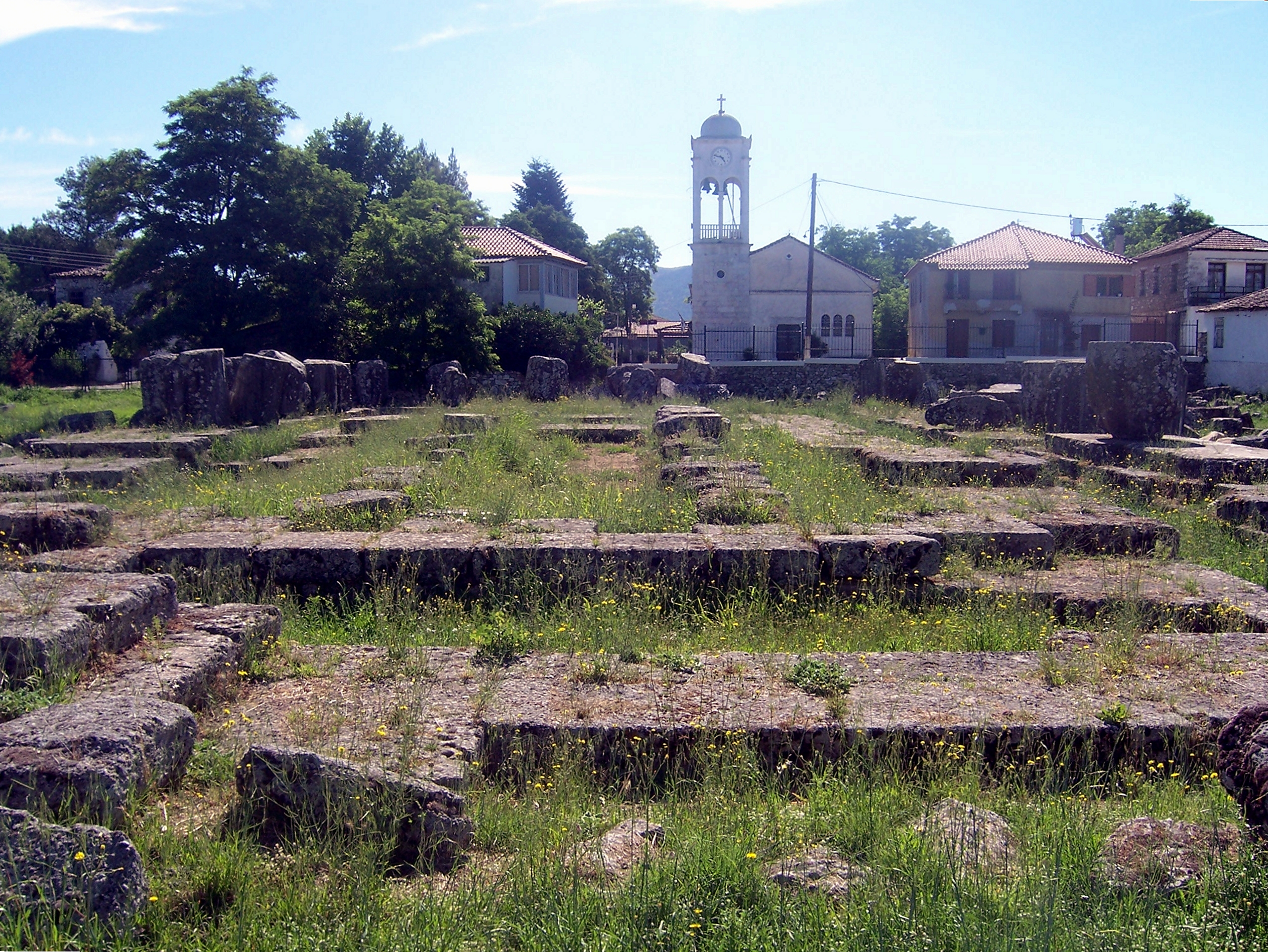
Ruiny chrámu Athény Alea v Tegei

Chrám Athény Alea (řecky: Αθηνά Αλέα) byl jeden z nejslavnějších chrámů starověké řecké bohyně Athény.

## Historie
První raně antický chrám na počest bohyně Athény ze sedmého století před Kristem nechal podle pověsti postavit polomytický král Aleos. V roce 395 před Kristem však během velkého požáru vyhořel spolu s většinou města Tegea. V roce 365 před Kristem pak na stejném místě vznikl chrám nový. Byl postaven architektem Skopásem. Laodika z Kypru mu věnovala peplos jako votivní dar bohyni Athéně Alea. Na stěnách chrámu visely okovy zajatců z Lakedaimónu. Ve chrámu byly také nějaký čas uchovávány kůže a kly divočáka, zabitého v kalydónském lovu, vyvlastněné císařem Augustem. Ve starověku měl chrám také právo poskytovat útočiště. Mezi jinými zde hledali azyl vyhnaní spartští králové Leótychidas II. a Pausaniás.
V 6. století po Kristu byl chrám zničen zemětřesením. Jeho ruiny se nacházejí mimo starobylé město Tegea uprostřed moderní vesnice Alea.

## Architektura
Tento chrám je jedním z posledních, postavených v dórském řádu. Byl to peripteros o rozměrech 47,55×19,19 m, stojící na konvexním stylobatu. Byl obklopen kolonádou mírně nakloněnou směrem k interiéru budovy, se šesti sloupy na východní a západní fasádě (hexastylos) a čtrnácti sloupy na severní a jižní straně. Měl pronaos a opistodom. V celle byl uprostřed severní stěny další vchod. Stěny celly byly zdobeny korintskými polosloupy. Zajímavé jsou postavy ve skladbě chrámu, které byly vytvořeny samotným Skopásem a ze kterých se zachovalo poměrně mnoho fragmentů. Jsou naplněny dramatem, ukazují bouřlivé hnutí. Při jejich vytváření Skopás jasně porušil klasicky přísnou interpretaci tváře, tradiční pro řecké plastiky, když se rozhodl naplnit jejich výraz životními emocemi.